# Колач (Мазовецьке воєводство)
Колач (пол. Kołacz) — село в Польщі, у гміні Мрози Мінського повіту Мазовецького воєводства.
Населення — 65 осіб (2011).
У 1975—1998 роках село належало до Седлецького воєводства.

## Демографія
Демографічна структура станом на 31 березня 2011 року:
|          | Загалом | Допрацездатний вік | Працездатний вік | Постпрацездатний вік |
| -------- | ------- | ------------------ | ---------------- | -------------------- |
| Чоловіки | 36      | 10                 | 23               | 3                    |
| Жінки    | 29      | 5                  | 15               | 9                    |
| Разом    | 65      | 15                 | 38               | 12                   |